# Theobald II. Navarrský
Theobald II. Navarrský (francouzsky Thibaut II de Navarre, 1239 – 4. prosince 1270, Trapani) byl navarrský král a hrabě ze Champagne, účastník osmé křížové výpravy. Za jeho vlády se v Navaře konalo první sčítání lidu. Byl důvěrným přítelem svého tchána Ludvíka IX., Dante Alighieri jej ve své Božské komedii umístil do Pekla.

## Život

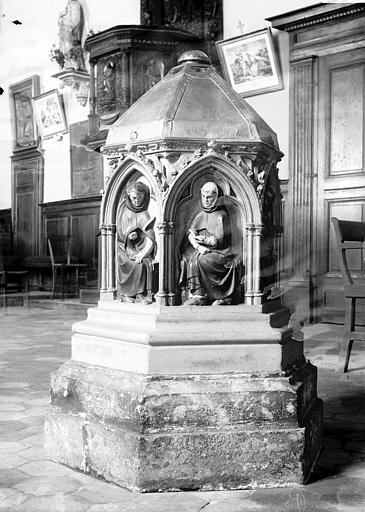
Schrána na Theobaldovo srdce v Provins

Theobald byl starším synem navarrského krále Theobalda I. a jeho třetí choti Markéty, dcery Archambauda Bourbonského. V červenci 1253 mu zemřel otec a regentem se za nezletilého chlapce stal aragonský král Jakub I. společně s vdovou Markétou. Té se urychleným představením Theobalda revoltujícím baronům v Pamploně podařilo zabránit nástupnické krizi.
O rok později se Theobaldovi zalíbila dvanáctiletá Isabela, dcera francouzského krále Ludvíka. Isabela kráčela ve šlépějích svého otce, vážně zvažovala klášterní život a oba mladí lidé sdíleli náboženské nadšení. 6. dubna 1255 je v Melunu oddal františkán Odo Rigaud a poté Theobald trávil nějaký čas na pařížském dvoře. Král Ludvík se k němu choval jako k synovi, svou roli kromě osobních sympatií jistě hrála i záruka budoucího příklonu navarrské dynastie k Francii. Pro Theobalda se stal velkým vzorem.
Roku 1256 se Theobald ujal dědictví po otci. I po převzetí Navarry a Champagne úzce spolupracoval se svým tchánem, oba muži se navzájem podporovali. Isabela se na veřejných věcech vůbec nepodílela, její čas byl zcela vyplněn zájmem o náboženský život, dny trávila se svým zpovědníkem a tajným umrtvováním těla. Roku 1270 se bezdětní manželé připojili ke křížové výpravě Ludvíka IX., což se jim stalo osudným.
Výpravu postihla katastrofa, na území Tunisu při čekání na posily zemřel na úplavici Jan Tristan, pár dní po něm i samotný král Ludvík. Při plavbě do Trapani zastihla vracející se flotilu vichřice a výprava ztratila na čtyřicet válečných lodí. Vyděšení cestovatelé se rozhodli raději pro cestu po souši. Do vlasti se jich přesto vrátilo jen pár. Theobald zemřel v prosinci 1270 v Trapani na blíže neurčenou epidemii. Jeho vnitřnosti byly pohřbeny na místě, tělo nabalzamováno a společně s kostmi tchána a dalších členů rodiny převezeno do Francie. V dubnu 1271 zemřela již na území Provensálského hrabství také Isabela. Pohřební průvod se tak rozrostl i o její ostatky. Theobaldovo srdce bylo uloženo u jakobínů v Provins, Isabelino u cisterciáků v Clairvaux a těla obou manželů ve františkánském klášteře v Provins. Dědicem navarrského království se stal Theobaldův mladší bratr Jindřich I.